# Đoạn (sinh học)
Trong sinh học, đoạn là một cấp bậc phân loại được áp dụng khác nhau trong thực vật học và động vật học.

## Thực vật học
Trong thực vật học, 'đoạn' đề cập đến cấp bậc thực vật nằm dưới chi, nhưng trên loài:
- Vực > Giới > Ngành > Lớp > Bộ > Họ > Tông > Chi > Phân chi > Đoạn > Phân đoạn > Loài

## Động vật học
Đối với động vật, 'đoạn' là cấp bậc động vật dưới bộ nhưng trên họ:
- Vực > Giới > Ngành > Lớp > Bộ > Đoạn > Họ > Tông > Chi > Loài

## Vi khuẩn học
Theo Quy ước Danh pháp Sinh vật nhân sơ Quốc tế, đoạn là một phân hạng không chính thức, xếp giữa phân chi và loài.